# Dumbrava (gmina Grănicești)
Dumbrava – wieś w Rumunii, w okręgu Suczawa, w gminie Grănicești. W 2011 roku liczyła 391 mieszkańców. 